# Kronologija Domovinskog rata: srpanj 1994.

### 1. srpnja
- Danas su hrvatski prognanici započeli potpunu blokadu punktova UNPROFOR-a, koji time žele upozoriti svjetsku javnost na neučinkovitost plavih kaciga.[1]
- U Hrvatskom Saboru počela Druga konvencija Hrvatskog svjetskog kongresa na kojoj sudjeluje oko 450 delegata iz 30-ak zemalja svijeta.[1]
- U Vojvodini je živjelo oko 120.000 Hrvata, od kojih je od 1991. godine protjerano između 35.000 i 40.000, a također je Beograd i užu Srbiju od 40.000 Hrvata napustio velik broj hrvatske manjine, rekao za Večernji list saborski zastupnik Đuro Vidmarović.[1]
- Srpski mediji pišu o zemljovidima kontaktne skupine u BiH tvrde da su Rusi obećali Miloševiću kako će srpska strana zadržati kopneni koridor kroz Posavinu.[1]

### 2. srpnja
- Zajednica prognanika Hrvatske nastavila blokadu UNPROFOR-a, na punktu na Turnju prognanici tijelima zatvorili promet vozilima plavih kaciga, te priopćila da će akcija trajati sve dok od glavnog tajnika UN Ghalija i njegova izaslanika Akashija ne dobiju čvrsta jamstva da će odmah početi provedbu Vanceova plana i rezolucija Vijeća sigurnosti.[1]
- U BiH otputovalo oko 200 pakistanskih vojnika, koji će sudjelovati u operacijama UN za očuvanje mira.[1]
- Papa Ivan Pavao II primio u Vatikanu u privatnu audijenciju predsjednika Vlade BiH Harisa Silajdžića.[1]

### 3. srpnja
- Za nedavnog boravka američkog veleposlanika u Hrvatskoj Petera Galbraitha istočnoj Slavoniji, kad mu je zabranjen od srpskih vlasti posjet Vukovaru, doživio neugodnost i na punktu UNPROFOR-a nedaleko Nuštra, gdje je od njega ruski vojnik zatražio identifikacijsku iskaznicu.[1]
- Prognanici koji su u Vinkovcima blokirali UNPROFOR-ov prijelaznu točku prema Mirkovcima, u jednom njegovom vozilu pronašli 60 gajbi piva, dok je dozvoljen na po vozilu jedna gajba piva.[1]
- Propovjednici novog duha Bosne, poput muslimanskog lista Ljiljan, šire maksimu: Treba uništiti duh Sarajeva da bi živio duh Bosne!, jer on je otrov koji je Bosnu gotovo uništio.[1]

### 4. srpnja
- Potpuna blokada UNPROFOR-a na većini kontrolnih točaka u Hrvatskoj traje četvrti dan.[1]

### 5. srpnja
- Nakon petog dana blokade UNPROFOR-a od strane hrvatskih prognanika, prvi pokušaji tihog proboja blokade, na prijelazu kod Donjeg Miholjca plavci pokušali prijeći u Mađarsku, iz koje bi preko Srbije ušli u Baranju.[1]
- Ministar vanjskih poslova Hrvatske dr. Mate Granić, u intervjuu za dnevnik Slobodnu Dalmaciju, izjavio da će Hrvatska bespogovorno tražiti da UNPROFOR stane na granice međunarodno priznate Republike Hrvatske i da se konačno osigura povratak prognanika.[1]

### 6. srpnja
- Izaslanstvo Federacije BiH i bosanskim Srbima u Ženevi predočen prijedlog kontaktne skupine o razgraničenju u BiH, a karta je napravljena po osnovi omjera: 39 posto za Federaciju BiH, 48 posto za bosanske Srbe i 3 posto teritorija za sarajevski distrikt, koji, ako bi se dijelio, bi bio podijeljen 2:1 u korist Federacije BiH, čime bi se podmirio onaj već čuveni 51:49.[1]
- Ministri vanjskih poslova kontaktne skupine - Christopher, Kozirev, Kinkel, Juppée, Hurd i Papoullias - dali izjavu u kojoj se navodi da Federaciji BiH i bosanskim Srbima ostaju dva tjedna da odluče prihvaćaju li najnoviji plan o razgraničenju BiH ili ne.[1]
- Pobunjeni Srbi na Prokljanskom jezeru presreli talijansku jahtu, zalutale talijanske turiste pustili, rekavši im da bi s njima drukčije razgovarali kad bi bili Nijemci ili Austrijanci.[1]
- Iz Zbornog područja Split Hrvatske vojske izdano priopćenje u kojem se kaže da je 4. srpnja u zadarskom zaleđu uhićeno šest pripadnika 92. benkovačke brigade, koji su bili u izvidničkoj akciji na prostoru koji kontrolira HV.[1]

### 7. srpnja
- Predsjednik Hrvatske dr. Franjo Tuđman posjetio Slavoniju, a tijekom boravka u Vinkovcima obratio se prognanicima iz Ćelija, sela spaljenog prije tri godine, naglasivši da ćemo sve učiniti da se okupirana područja vratimo na miran način, jer svijet to od nas traži, ali se pripremamo i za drugu opciju.[1]
- U Zagrebu, ministar vanjskih poslova Hrvatske dr. Mate Granić primio u nastupni posjet novog šefa promatračke misije EU na području bivše Jugoslavije veleposlanika Paula Joachima von Stulpnagela.[1]

### 9. srpnja
- Vođa bosanskih Srba Radovan Karadžić prihvatio jednomjesečno produljenje Ženevskog dogovora o primirju u BiH, inače često kršenog, izjavio za Reuter Jasushi Akashi po povratku s Pala u Zagreb.[1]

### 10. srpnja
- Mirni prosvjedi i blokada UNPROFOR-a od strane hrvatskih prognanika ušli u deseti dan.[1]
- Treći sabor HDZ-a BiH završio dvodnevno zasjedanje usvajanjem novog Statuta stranke i Programske deklaracije, a novi je predsjednik izabran tajnim glasovanjem, Dario Kordić, jedan od utemeljitelja HDZ-a u Busovači i organizator obrane hrvatskog pučanstva u Lašvanskoj dolini.[1]
- U pogledu prostora pod zaštitom Ujedinjenih naroda u Hrvatskoj pozivamo na održanje prekida vatre, na ponovni dijalog i na uzajamno priznavanje postojećih granica, zahtjev je Hrvatima i Srbima iz završnog dokumenta sa summita osam velikih u Napulju.[1]
- Predsjednik Tuđman otvorio 45. Dubrovački festival, a u prigodnom govoru istaknuo da njegova velika žrtva, u barbarskoj jugokomunističkoj i velikosrpskoj agresiji na Hrvatsku, čini hrvatsku kulturu simbolom hrvatskog otpora.[1]

### 11. srpnja
- Sadašnji mandat UNPROFOR0a Hrvatskoj ništa nije donio i ako se nešto ne promijeni do 1. rujna, Hrvatska neće pristati na produljenje mandata, rekao je potpredsjednik Vlade na tribini HDZ-a u Primoštenu.[2]
- Posebna radna skupina UN zadužena za traženje nestalih osoba na području bivše Jugoslavije ima popis od 2764 osobe nestale u Hrvatskoj od 13000 prijavljenih slučajeva, dok je u BiH broj mogućih nestalih veći od 20000, a dokumentirano je 3600 slučajeva, rekao na konferenciji za novinare u Zagrebu član radne skupine Manfred Nowak.[2]
- Na području cijele Hrvatske akcija blokade UNPROFOR-a i dalje traje, a zahtjevi prognanika uskoro bi se mogli naći i pred hrvatskim Saborom, priopćila Zajednica prognanika Hrvatske u Osijeku.[2]
- Upravitelj Europske unije u Mostaru Hans Koshnik boravio u privatnom posjet tom gradu, a predsjednik federacije BiH Krešimir Zubak najavio njegov službeni dolazak između 23. i 30. srpnja.[2]
- Nakon cjelodnevnog obilaska područja sela Čukle kod Travnika, koje je pod nadzorom muslimanske vojske, uz prisutnost časnika britanskog bataljuna smještenog u Vitezu, otkriveno 14 leševa Hrvata ubijenih početkom lipnja 1993. godine prilikom muslimanskog napada na ovo hrvatsko selo.[2]
- Potpredsjednik vlade BiH Ejup Ganić prihvatio produljenje jednomjesečnog primirja koje je isteklo prije dva dana.[2]

### 12. srpnja
- Predsjednik Tuđman, na redovitoj mjesečnoj konferenciji za novinare u Zagrebu, istaknuo da je njegov susret s Miloševićem moguć tek kad on prizna Hrvatsku u njenim međunarodno priznatim granicama, te najavio posjet Svetog oca pape u Hrvatsku kao potpuno izvjestan.[2]
- Zajednica prognanika Zagreba odlučila da se prosvjedi protiv UNPROFOR-a organiziraju i u glavnom gradu Hrvatske i to pred njegovim sjedištem na Selkoj cesti.[2]
- Posebni izaslanik glavnog tajnika UN-a Yasushi Akashi rekao novinarima u Zagrebu da se mandat UNPROFOR-a nikako ne može nametnuti Hrvatskoj protiv njezine volje.[2]

### 13. srpnja
- Predsjednik Tuđman primio jučer u Predsjedničkim dvorima britanskog ministra Hurda, francuskog ministra Juppea i američkog izaslanika Redmana, te im iznio svoju punu podršku kontaktnoj skupini i grupi najrazvijenijih zemalja (G7) iz Napulja.[2]
- Potpisani sporazum o prekidu vatre od 29. ožujka gotovo je u potpunosti poštovan, ali od 17, lipnja, kada se na Plitvicama trebalo pregovarati o ekonomskim pitanjima, nema napretka u zbližavanju sukobljenih strana u Hrvatskoj, rekao Jacques Grinberg, dužnosnik UNPROFOR-a za civilna pitanja, na konferenciji za novinare u Zagrebu.[2]

### 15. srpnja
- U službeni državni posjet Hrvatskoj stigao predsjednik Republike Turske Suleyman Demirel, kojeg je na platou Predsjedničkih dvora u Zagrebu, uza sve državničke i vojne počasti, dočekao predsjednik Republike Hrvatske dr. Franjo Tuđman.[2]

### 16. srpnja
- Na izvanrednom zasjedanju hrvatskoga Sabora dr. Mate Granić govorio o ostvarivanju mandata UNPROFOR-a u Hrvatskoj, te naglasio da će, ako Hrvatska zatraži, UNPROFOR otići i pozvao prognanike da omoguće nesmetan rad UNPROFOR-u, jer bi produženje blokade moglo dovesti do onoga što je okupator i želio - konzerviranja stanja.[2]
- Na zajedničkoj svečanoj sjednici Sabora u čast predsjednika Turske Suleymana Demirela, turski predsjednik, obraćajući se zastupnicima, istaknuo da turski narod duboko cijeni i s velikim priznanjem i zahvalnošću prati demokratsku i časnu borbu Hrvata i jamči prijateljstvo i podrški.[2]
- U Predsjedničkim dvorima, predsjednici dr. Franjo Tuđman i Suleyman Demirel potpisali sporazum o prijateljstvu i suradnji Hrvatske i Turske, a predsjednik Tuđman uručio turskom predsjedniku najviše hrvatsko državno odličje, Orden kralja Tomislava.[2]
- Predsjednik Sabora dr. Nedjelko Mihanović posebno naglasio kako su predsjednici Demirel i Tuđman požrtvovno djelovali da se zaustavi ratni sukob u BiH između muslimanskog i hrvatskog naroda u BiH.[2]
- Predsjednici vlada država Srednjoeuropske inicijative na zasjedanju u Trstu dali punu potporu prijedlogu Hrvatske da se stanje na okupiranim područjima Hrvatske razmatra kao posebna tema na predstojećem zasjedanju Opće skupštine UN.[2]

### 18. srpnja
- Hrvatski prognanici i dalje nastavljaju prosvjede protiv UNPROFOR-a i blokadu njihovih kontrolnih punktova.[2]
- Govoreći na sjednici bošnjačkog Sabora, Alija Izetbegović istaknuo da se plan kontaktne skupine ne može odbiti jer bi konzekvence negativnog odgovora bile pogubne po Bošnjake.[2]
- Na prostoru bivše Jugoslavije ima ukupno 4,6 milijuna izbjeglica, od kojih je 630.000 u svijetu, stoji u najnovijem izvještaju Visokog povjereništva UN za izbjeglice.[2]

### 19. srpnja
- Predsjednik Tuđman primio na Brijunima posebnog izaslanika glavnog tajnika UN Yasushija Akashija i zapovjednika UNPROFOR-a za područje bivše Jugoslavije generala Bertranda de Lapreslea, a raspravljalo se o mandatu UNPROFOR-a u Hrvatskoj.[2]
- Istekao posljednji rok za izjašnjavanje o planu za BiH kontaktne skupine: čelništvo Federacije BiH odlazi u Ženevu s pozitivnim odgovorom, a bosanski Srbi kuvertirali odluku, koja će, kako je izjavio Aleksa Buha po završetku zasjedanja parlamenta na Palama, biti priopćena u Ženevi.[2]

### 20. srpnja
- Hrvatski premijer Nikica Valentić razgovarao u Zagrebu s Yasushijem Akashijem i Bertrandom de Lapresleom, te im kategorički prenio da Vlada ne stoji iza blokada prijelaznih točaka UNPROFOR-a.[2]
- Na Palama se Srpska pravoslavna crkva otvoreno opredijelila na stranu onih koji zagovaraju veliku Srbiju i odbijanje plana kontaktne skupine.[2]

### 21. srpnja
- Hrvatska vlada pozvala prognanike na deblokadu UNPROFOR-a.[3]
- Konvoj UNPROFOR-a u dva navrata prekinuo promet nedaleko pontonskog masleničkog mosta na jadranskoj magistrali, glavnoj prometnici između sjevera i juga Hrvatske.[3]
- Akashi, iz svog ureda u Zagrebu, pozvao prognanike da prekinu blokadu UNPROFOR-a, jer ometa misiju i nagrđuje sliku Hrvatske u svijetu i zapravo odgađa povratak prognanika.[3]
- Unatoč Karadžićem ne kontaktnoj skupini za BiH, bosanskim Srbima dano još sedam dana za razmišljanje.[3]
- Samozvani predsjednik Srba na okupiranim područjima Hrvatske Mile Martić u pismu Yasushiju Akashiju izvješćuju ga da je njegova vlada usvojila platformu za ekonomske pregovore s Hrvatskom, javio beogradski radio.[3]
- NATO razrađuje postupke predviđene u slučaju da bosanski Srbi odbiju mirovni plan kontaktne skupine, a koji će se pod egidom UN primjenjivati protiv Srbije i bosanskih Srba.[3]

### 22. srpnja
- U sklopu svoje turneje po Europi, u Zagreb doputovao ministar obrane SAD William Perry, te se u američkoj ambasadi sastao s hrvatskim ministrima obrane i vanjskih poslova, Gojkom Šuško i dr. Matom Granićem, nakon čega je izjavio da će članstvo Hrvatske u Partnerstvu za mir uslijediti odmah nakon što se razriješi sukob na području bivše Jugoslavije. Ministar Šušak naglasio da je ovaj susret mali korak za SAD-e, ali golem, gotovo nemjerljiv skok za Hrvatsku.[3]
- Ured za prognanike i izbjeglice hrvatske Vlade izvijestio novinare da na području Hrvatske boravi oko 405.000 protjeranih osoba, a od toga iz Bosne i Hercegovine više od 180.000 izbjeglica.[3]
- Blokada UNPROFOR-a, unatoč preporuci hrvatske Vlade, i dalje traje, ali sada se propuštaju putnička vozila, osoblje UN i lijekovi, tako će biti do 25. srpnja, kada će se vidjeti ima li pomaka u ostvarivanju saborske rezolucije od 17. srpnja, a ako ih nema - blokada će opet biti potpuna.[3]

### 23. srpnja
- U Mostaru Hans Koschnik, u ime Europske unije, inauguriran za upravitelja grada, čime je EU preuzela upravu nad Mostarom. Svečanosti u mostarskom hotelu Ero bili nazočni i predsjednik Republike Hrvatske dr. Franjo Tuđman, predsjednik Predsjedništva BiH Alija Izetbegović, predsjednik Federacije BiH Krešimir Zubak, predsjednik Vlade BiH Haris Silajdžić, ministar vanjskih poslova Njemačke Klaus Kinkel...[3]
- Prema izvještaju o traganju za nestalima i nasilno odvedenim osobama tijekom agresije na Republiku Hrvatsku Vladinih agencija još se traži više od 2.500 ljudi, za koje s jugoslavenske strane do danas nije primljen ni jedan odgovor.[3]

### 24. srpnja
- Nastavljena prognanička blokada UNPROFOR-a, kod Vrane 42 tegljača mirovnih snaga već četvrti dan čekaju da prijeđu na UNPA-područje.[3]

### 25. srpnja
- Nakon turneje po srednjoj Bosni, izvjestitelj za ljudska prava UN Tadeusz Mazowiecki, na konferenciji za novinare u Zagrebu, rekao da su srpske metode proganjanja, maltretiranja i izgona nesrpskog pučanstva iz Banje Luke postale nešto manje brutalne, ali su rezultati jednaki, podaci govore da u tom gradu sada ima samo 10 posto nesrpskog stanovništva.[3]
- Hrvatska Vlada uputila Vijeću sigurnosti oštar prosvjed, nakon što je jučer na šire područje Dubrovnika palo nekoliko granata sa srpskih položaja u BiH, kojima je bio cilj uzdrmati turističku sezonu u Hrvatskoj.[3]
- U Moskvi se sastali diplomati peteročlane kontaktne skupine za BiH s namjerom da uklone međusobne razlike u vezi s odgovorom bosanskih Srba na njihov mirovni plan.[3]

### 26. srpnja
- Hrvatska ima modernu oružanu silu, ali i saveznike i prijatelje u svijetu. Bude li protivnik i dalje nerazuman i prkosio, morat će osjetiti ruku Hrvatske na sebi, jer na okupirane prostore on nema pravo - istaknuo predsjednik Tuđman sudionicima vojne vježbe Bandira '94 Hrvatske vojske na otoku Viru.[3]
- Ruski ministar obrane Pavel Gračov, koji je zajedno s Vitalijem Čurkinom doputovao u Beograd, odbacio Ghalijev prijedlog o povlačenju snaga UN iz BiH, jer ne smatra NATO odgovarajućom zamjenom za UNPROFOR na području bivše Jugoslavije.[3]
- Predsjednik vlade republike srpske krajine Borislav Mikelić dolazi u Trst na poziv postfašiste Sergija Giacomellija, koji se javno zalaže da Italija prizna krajina kao što je priznala Sloveniju i Hrvatsku, a također i Istru, koja ište autonomiju prema uzoru na Knin.[3]

### 27. srpnja
- Na sastanku Miloševića i ruskog ministra obrane Gračova u Beogradu zaključeno da nema osnove da se UNPROFOR zamijeni bilo kojim drugim međunarodnim snagama.[3]

### 28. srpnja
- Danas u osam sati, odlukom Izvršnog odbora Zajednice prognanika Hrvatske, ukinuta blokada UNPROFOR-a.[3]
- U Zagrebu predana prosvjedna nota ruskom veleposlaniku Leonidu Kerestedžijancu zbog dolaska ruskog ministra obrane Pavela Gračova na hrvatski teritorij - sektor Istok - a da hrvatske vlasti nisu o tome na odgovarajući način unaprijed izvještene.[3]
- U poruci šefovima država ili vlada zemalja članica kontaktne skupine hrvatski predsjednik Tuđman izrazio uvjerenje kako je došao trenutak da svijet pokaže i dokaže da ima odlučnosti i načina provesti odluke UN i međunarodne zajednice.[3]

### 29. srpnja
- U Zagrebu završena Treća međunarodna konferencija o preustroju oružanih snaga u novim demokracijama središnje, istočne i jugoistočne Europe, na kojoj je rečeno da sve više članica NATO-a čvrsto podržava Hrvatsku da uđe u program Partnerstvo za mir NATO-pakta.[3]
- Samozvana skupština bosanskih Srba, sa svog dvodnevnog zasjedanja na Palama, uputila pisma Borisu Jeljcinu i Slobodanu Miloševiću u kojima ih obavještava o svojoj odluci da se, zbog nepoštivanja bitnih interesa bosanskih Srba od strane kontaktne skupine, uskraćuje njihova daljnja suradnja u mirovnom procesu.[3]

### 30. srpnja
- U Ženevi kontaktna skupina za BiH odlučila predložiti Vijeću sigurnosti UN-a rezoluciju o pooštrenu sankcija protiv SR Jugoslavije.[3]
- Nakon prestanka blokade nadzornih točaka UNPROFOR-a od strane prognanika, promet robe, prema sporazumu Zajednice prognanika i hrvatske Vlade, kontrolira hrvatska policija.[3]
- Međunarodni sud za ratne zločine počinjene na tlu bivše Jugoslavije započet će s radom na jesen, priopćeno u Den Haagu.[3]

### 31. srpnja
- Srbijanski predsjednik Slobodan Milošević pozvao bosanske Srbe da prihvate mirovni plan kontaktne skupine, jer je on u interesu svih Srba.[3]
- U Zapadnoj Bosni nastavljeni jaki sukobi između Armije BiH i Abdićevih snaga.[3]